# Polyrhachis latharis
Polyrhachis latharis é uma espécie de formiga do gênero Polyrhachis, pertencente à subfamília Formicinae.